# Santa Wilfrida
Wilfrida (X secolo – 988) è stata una badessa britannica, venerata come santa dalla Chiesa cattolica, la cui immagine è riprodotta nell'abbazia di Westminster. La sua ricorrenza è il 13 settembre.
Abbadessa benedettina, è ricordata anche con il nome di Wuifritha. Fu madre di sant'Editta di Wilton, generata con re Edgardo d'Inghilterra fuori dal matrimonio, si ritirò nel convento di Wilton, nel Wiltshire, dopo la nascita di Edith e fu ammessa tra le monache da sant'Æthelwold di Winchester. Divenne suora per espiare i peccati commessi nella sua relazione adulterina con il re. Suora esemplare, divenne badessa.